# Гатлінбург (Теннессі)
Гатлінбург (англ. Gatlinburg) — місто (англ. city) в США, в окрузі Сев'єр штату Теннессі. Населення — 3577 осіб (2020).

## Географія
Гатлінбург розташований за координатами 35°43′30″ пн. ш. 83°29′37″ зх. д. / 35.72500° пн. ш. 83.49361° зх. д. (35.724929, -83.493637).  За даними Бюро перепису населення США в 2010 році місто мало площу 26,81 км², уся площа — суходіл.

### Клімат
| Клімат : Гатлінбург                                         | Клімат : Гатлінбург | Клімат : Гатлінбург | Клімат : Гатлінбург | Клімат : Гатлінбург | Клімат : Гатлінбург | Клімат : Гатлінбург | Клімат : Гатлінбург | Клімат : Гатлінбург | Клімат : Гатлінбург | Клімат : Гатлінбург | Клімат : Гатлінбург | Клімат : Гатлінбург | Клімат : Гатлінбург |
| Показник                                                    | Січ.                | Лют.                | Бер.                | Квіт.               | Трав.               | Черв.               | Лип.                | Серп.               | Вер.                | Жовт.               | Лист.               | Груд.               | Рік                 |
| Абсолютний максимум, °C                                     | 27,2                | 29,4                | 30,0                | 33,9                | 36,7                | 41,1                | 40,6                | 37,8                | 38,3                | 34,4                | 29,4                | 26,7                | 41,1                |
| Середній максимум, °C                                       | 9,1                 | 11,6                | 16,3                | 21,3                | 25,1                | 28,4                | 29,8                | 29,3                | 26,5                | 21,6                | 16,3                | 10,4                | 20,5                |
| Середній мінімум, °C                                        | −3,8                | −2,3                | 0,8                 | 4,8                 | 9,9                 | 14,6                | 16,8                | 16,3                | 12,7                | 6,2                 | 1,1                 | −2,4                | 6,3                 |
| Абсолютний мінімум, °C                                      | −27,8               | −25                 | −21,1               | −8,9                | −2,2                | 0,6                 | 6,1                 | 4,4                 | −2,8                | −9,4                | −16,7               | −24,4               | −27,8               |
| Норма опадів, мм                                            | 116                 | 114                 | 120                 | 107                 | 149                 | 140                 | 148                 | 116                 | 110                 | 68                  | 105                 | 110                 | 1403                |
| Днів з опадами                                              | 14                  | 13                  | 13                  | 12                  | 15                  | 14                  | 14                  | 13                  | 10                  | 10                  | 12                  | 14                  | 154,0               |
| ----------------------------------------------------------- | ------------------- | ------------------- | ------------------- | ------------------- | ------------------- | ------------------- | ------------------- | ------------------- | ------------------- | ------------------- | ------------------- | ------------------- | ------------------- |
| Джерело: http://www.nws.noaa.gov/climate/xmacis.php?wfo=mrx |                     |                     |                     |                     |                     |                     |                     |                     |                     |                     |                     |                     |                     |

## Демографія
Згідно з переписом 2010 року, у місті мешкали 3944 особи в 1681 домогосподарстві у складі 1019 родин. Густота населення становила 147 осіб/км².  Було 5825 помешкань (217/км²).
Расовий склад населення:
| - 85,3 % — білих - 2,8 % — азіатів - 0,6 % — чорних або афроамериканців - 0,4 % — корінних американців - 8,9 % — осіб інших рас |

До двох чи більше рас належало 1,9 %. Частка іспаномовних становила 15,0 % від усіх жителів.
За віковим діапазоном населення розподілялося таким чином: 16,4 % — особи молодші 18 років, 65,1 % — особи у віці 18—64 років, 18,5 % — особи у віці 65 років та старші. Медіана віку мешканця становила 44,7 року. На 100 осіб жіночої статі у місті припадало 101,8 чоловіків;  на 100 жінок у віці від 18 років та старших — 102,6 чоловіків також старших 18 років.
Середній дохід на одне домашнє господарство  становив 50 178 доларів США (медіана — 36 175), а середній дохід на одну сім'ю — 62 455 доларів (медіана — 42 019). Медіана доходів становила 30 780 доларів для чоловіків та 25 473 долари для жінок. За межею бідності перебувало 13,7 % осіб, у тому числі 12,2 % дітей у віці до 18 років та 7,1 % осіб у віці 65 років та старших.
Цивільне працевлаштоване населення становило 1800 осіб. Основні галузі зайнятості: мистецтво, розваги та відпочинок — 36,6 %, роздрібна торгівля — 20,4 %, фінанси, страхування та нерухомість — 8,6 %, освіта, охорона здоров'я та соціальна допомога — 7,7 %.